# Аль-Хаибари, Маджед
Маджед Аль-Хаибари (араб. هارون كمارا‎, родился 24 сентября 1991, Джидда, Саудовская Аравия) — саудовский футболист, также имеющий гражданство ОАЭ, нападающий, игрок саудовского клуба «Аль-Джандал».

## Карьера
Маджед начал свою карьеру в клубе «Аль-Ахли» в сезоне 2013/14, выйдя на поле 25 октября 2013 года в матче с командой «Аль-Шола». В дебютном и единственном сезоне он сыграл 2 матча. В 2014 году Маджед перешёл в другой саудовский клуб «Наджран», за который сыграл 22 матча и забил 2 гола. Первого июля следующего года Аль-Хаибари отправился в клуб «Аль-Иттихад. Он пробыл в клубе около трёх лет, побывав в аренде в «Аль-Иттифак».